# Freiberger Blende

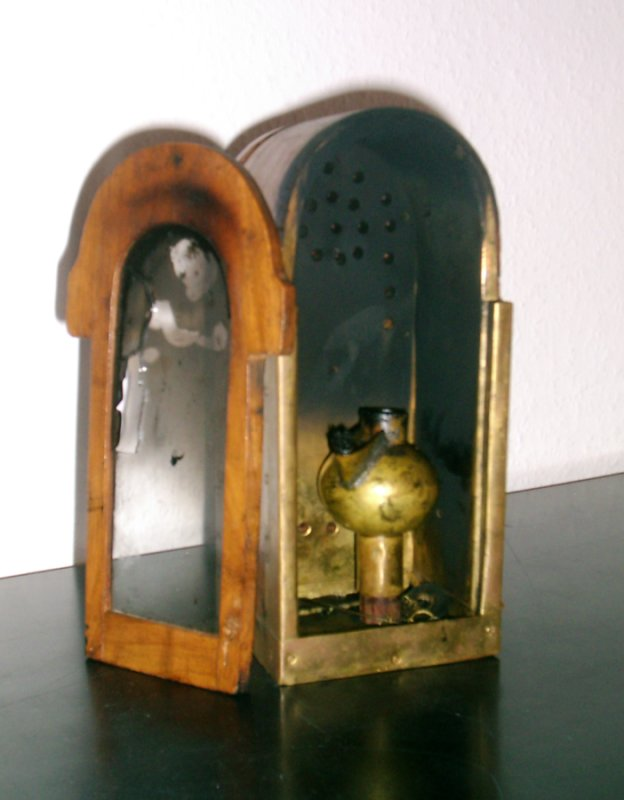
Freiberger Blende

Als Freiberger Blende bezeichnet man einen geschlossenen Grubenlampentyp, der typisch für den Erzbergbau im Erzgebirge im 17. bis 19. Jahrhundert war.
Die Freiberger Blende besteht aus einem oben bogenförmig gearbeiteten Holzkasten, der innen mit Messingblech ausgeschlagen ist und vorne eine herausnehmbare (in einem Holzrahmen befindliche) Glasscheibe aufweist (seltener sind die Lampengehäuse für offene Verwendung gebaut). Lichtspender ist ein sogenannter Kuckuck, ein aus Messing gefertigter kleiner Ölbrenner mit Docht im Inneren des Holzkastens, der bei der Arbeit in der Grube herausgenommen wurde. Auf der Rückseite befindet sich ein bogenförmiger, vertikal verlaufender Haken zum Tragen und Befestigen am Gürtel.
Zu Beginn des 20. Jahrhunderts wurde der Lampentyp vor allem durch Karbidlampen abgelöst. Bei Bergparaden im Erzgebirge werden aber auch heute noch traditionell Blenden mitgeführt.